# ماگودونگا مالانگو
ماگودونگا مالانگو (انگلیسی: Magodonga Mahlangu؛ زادهٔ ۲۳ سپتامبر ۱۹۷۲) فعال حقوق بشر و حقوق زنان و اهل زیمبابوه است. وی که در سال ۲۰۰۹ برندهٔ جایزه حقوق بشر رابرت اف. کندی شده بود، جایزه خود رااز باراک اوباما دریافت کرد. رئیس‌جمهور ایالات متحده آمریکا، هنگام اهدای جایزه به مالانگو در کاخ سفید گفت که وی با وجود ۳۰ بار بازداشت و بازرسی خانه و تهدیدهای مداوم، از فعالیت خود در پیشبرد دمکراسی و احقاق حقوق زنان دست برنداشته و الهام‌بخش هم‌وطنان خود برای استیفای حقوقشان بوده‌است.
اوباما افزود که مالانگو نشان داد که مردم زیمبابوه می‌توانند با اتکا به نیروی خود دیکتاتوری‌ها را متزلزل کنند.

## سازمان زنان زیمبابوه برمی‌خیزند
مالانگو در رأس سازمان «زنان زیمبابوه برمی‌خیزند» قرار دارد که از سال ۲۰۰۲ توسط جنی ویلیامز تأسیس شد، این سازمان با استفاده از روش‌های مسالمت آمیز، علیه تجاوز و خشونت خانگی نسبت به زنان و برای تأمین حق آموزش و تغذیه، مبارزه می‌کند.با وجود بازداشت و سرکوب مداوم اعضای سازمان، هزاران زن در زیمبابوه دراین سازمان فعالیت می‌کنند.

## جستارهای وارسته
- زنان زیمبابوه برمی‌خیزند